# ハマル＝ダバン山脈

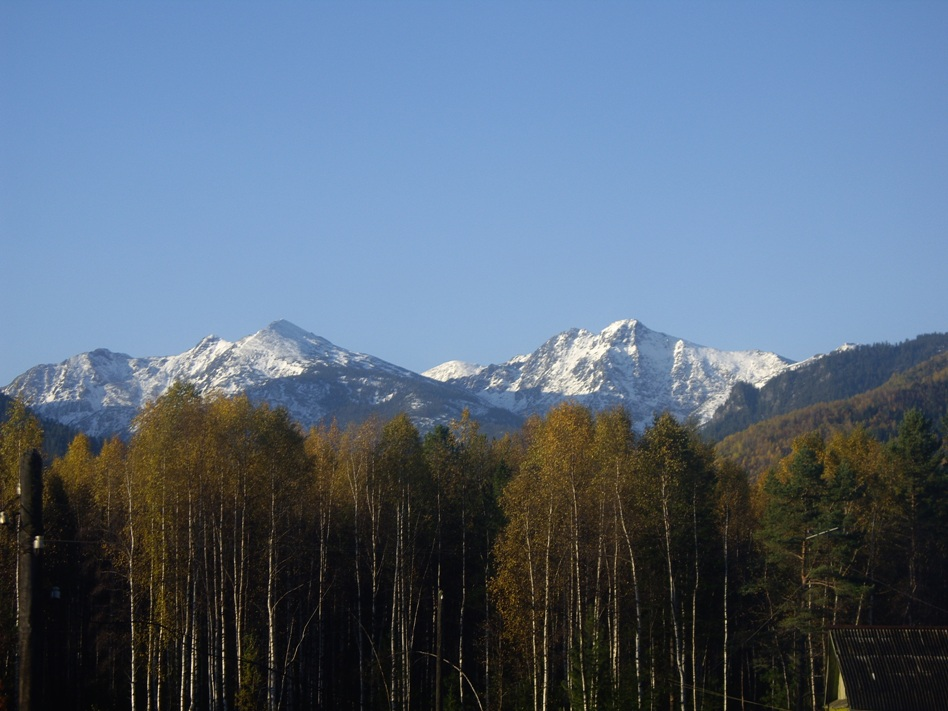
バイカリスクから見るハマル＝ダバン山脈

ハマル＝ダバン山脈（ロシア語: Хама́р-Даба́н、ブリヤート語: Хамар дабаан）はバイカル湖の南を東西に延びる山脈。

## 概要
イルクーツク州とブリヤート共和国に跨っており、多くが両者の境界である。ブリヤート語でхамарは「鼻」、дабанは「上り坂、峠」の意。バイカル湖岸をハマル＝ダバン山脈に平行してシベリア鉄道の東シベリア鉄道支社（ВСЖД）管轄区域が通る。
ハマル＝ダバン山脈の北部は沿バイカルで最も湿潤な地域（年間降水量約1200mm）で豊かな植生、南部はツンドラ植生が主。森林は針葉樹が殆どで太古からの生き残りのポプラ林、カバノキ、高高度では高山草地、ハイマツ、ヒメカンバが見られる。
山脈の中部に1968年にバイカル自然保護区が創設された。
最高峰はバイシント＝ウラ（Байшинт-Ула;2995m）。もっとも人気がありアクセスしやすい山がチェルスキー峰（пик Черского；2090m）で毎年何千もの観光客が訪れる。
ハマル＝ダバン山脈は多くの湖を有する。最大でよく知られているのはソボリノエ湖（Соболиное озеро）。小さなものにパトヴォエ湖（Патовое озеро）、チョルトヴォ湖（Чёртово озеро）など。
主な河川はウトゥリク川（Утулик）、スネージナヤ川（Снежная）、テムニク川（Темник）、ハラ＝ムリン川（Хара-Мурин）。
主な生息動物はヒグマ、ヘラジカ、オオカミ、キツネ、リス、ヨーロッパオオライチョウ、ホシガラス、キツツキ、エゾライチョウ。川にはカワヒメマス ( Grayling ) 、レノック (Lenok)、ローチといった魚が棲む。 

## 遭難事件
1993年8月にハイキングをしに来たカザフスタン人グループ7人が遭難し、生還した1人を除く6人が不可解な死を遂げた。

## 写真

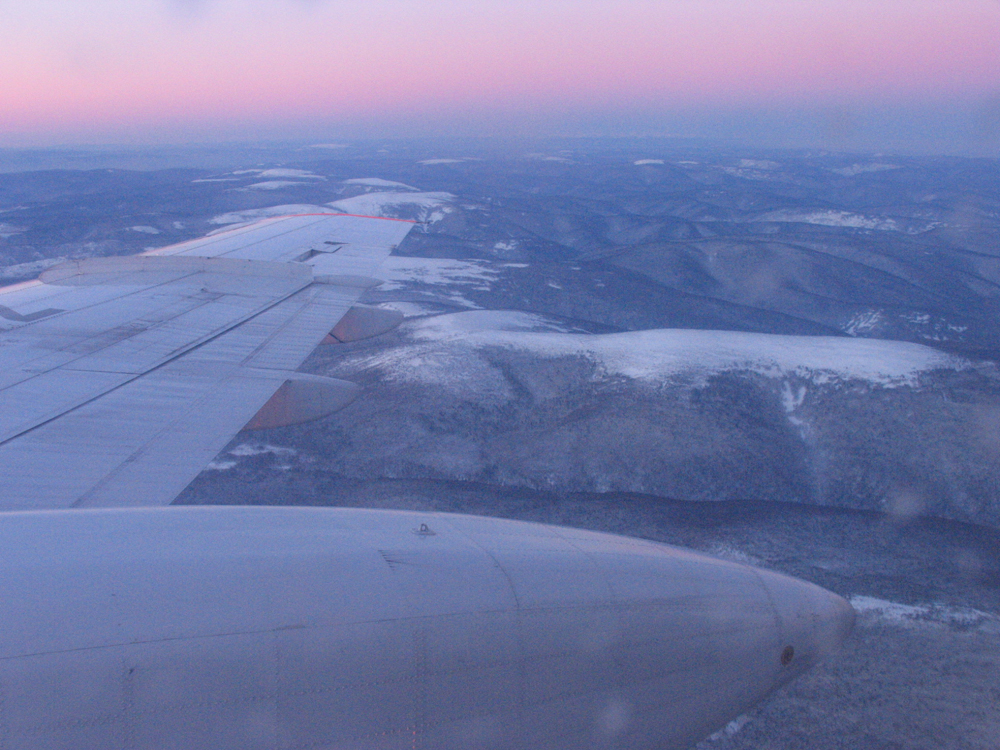
冬のハマル＝ダバン山脈（ウラン＝ウデ行き機上より）
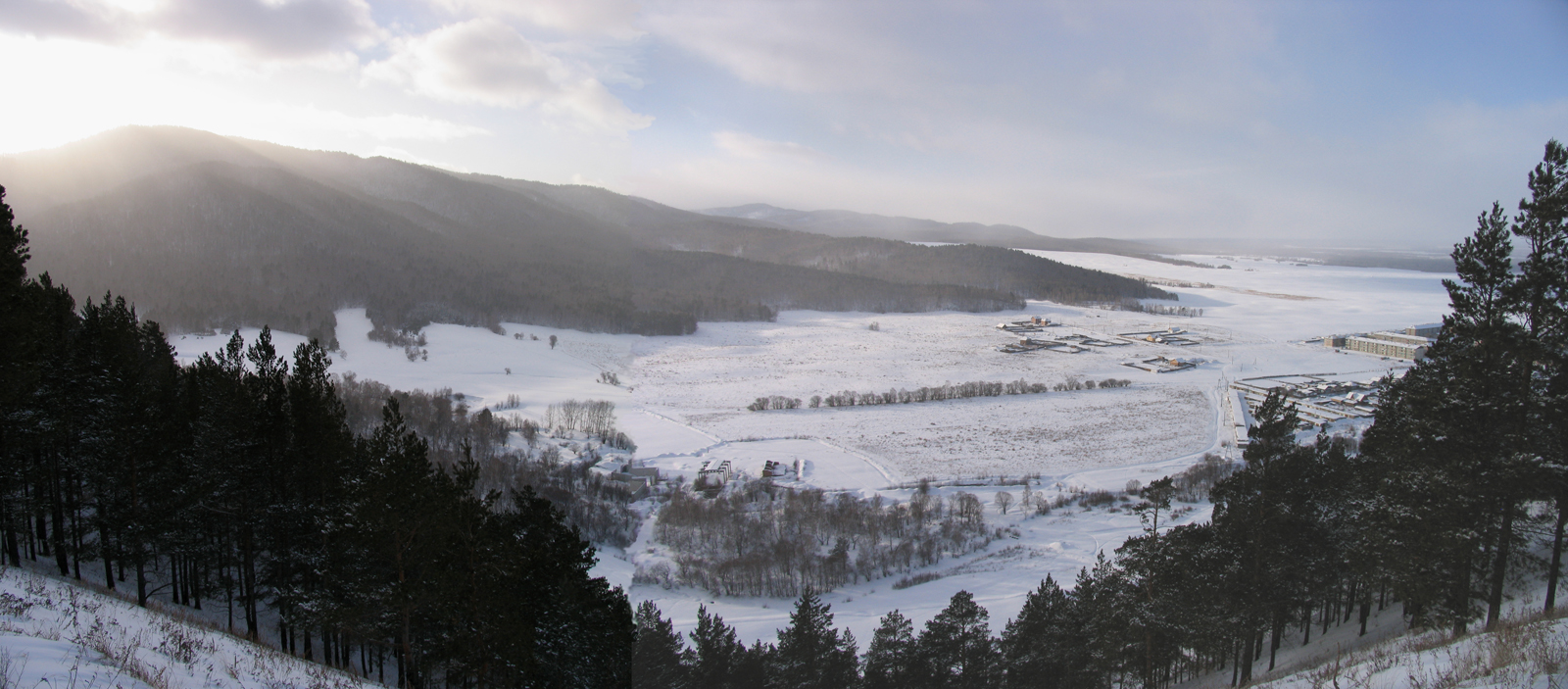
ブリヤート共和国カメンスクの集落付近のハマル＝ダバン山脈の北斜面
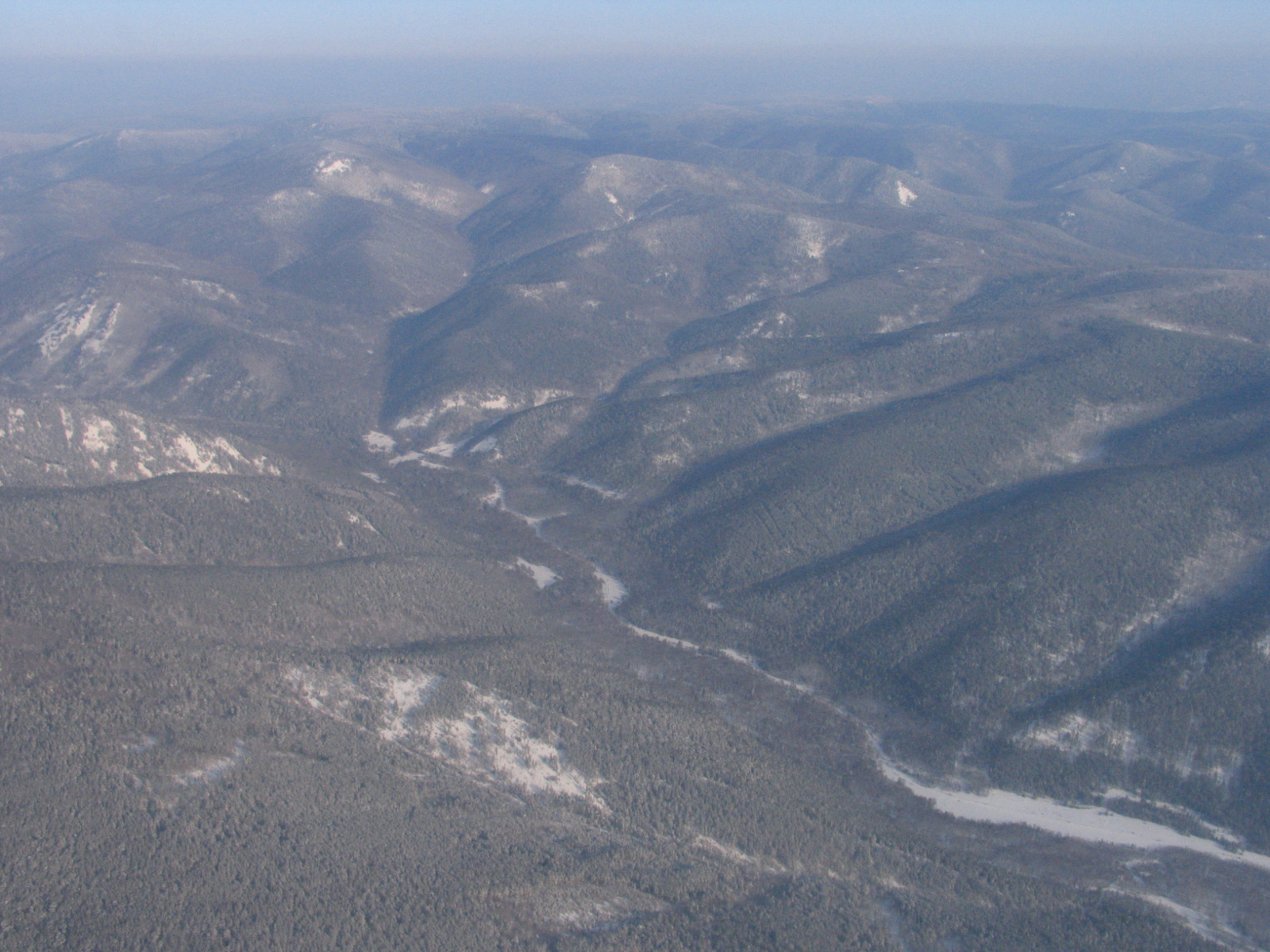
ハマル＝ダバン山脈の南斜面（ウラン＝ウデ付近）
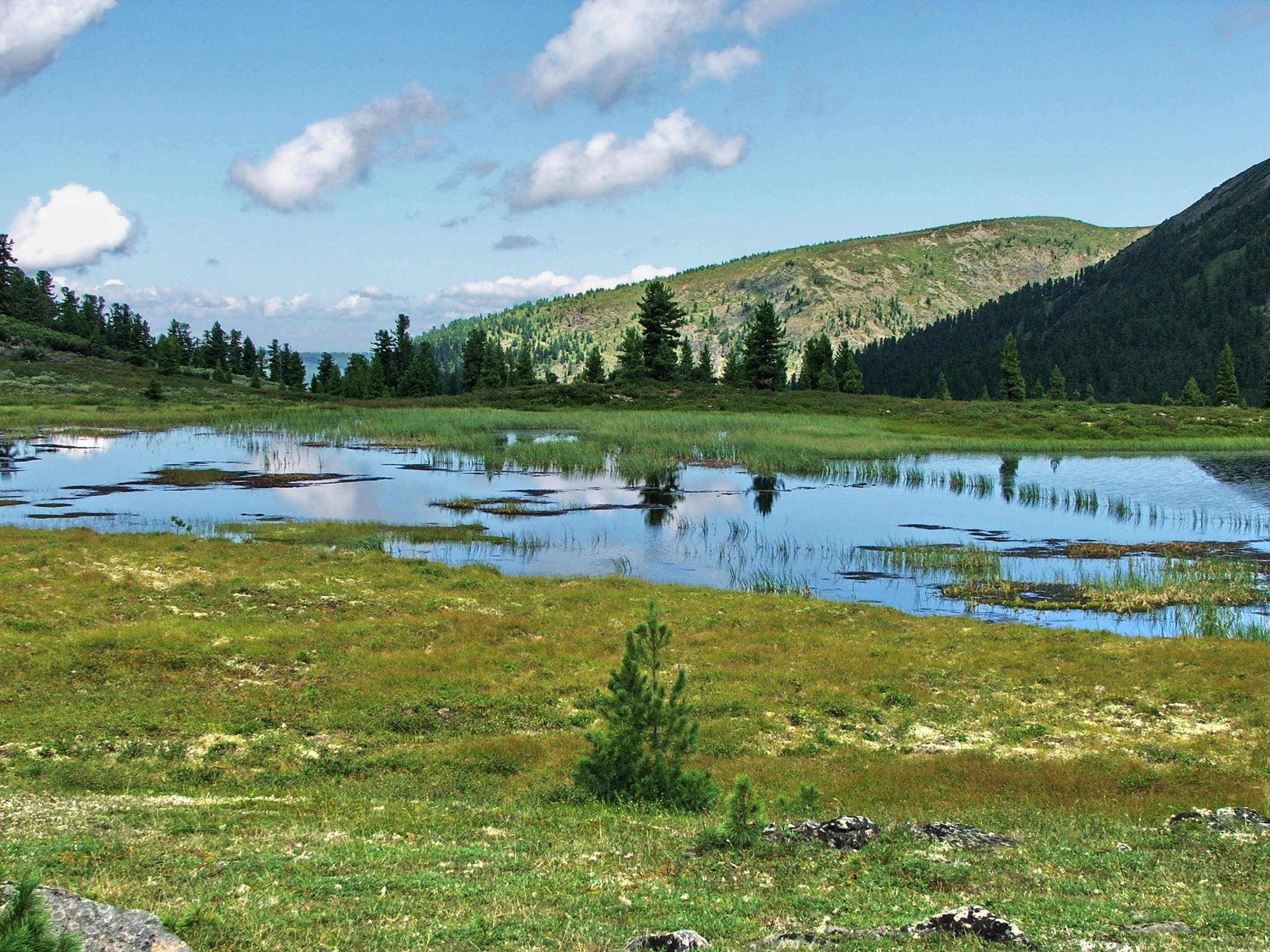
チョルトヴォ湖